# Терминатор II
«Терминатор II» (итал. Terminator II; иное название «Шокирующая темнота», англ. Shocking Dark) — итальянский фантастический боевик 1990 года режиссёра Бруно Маттеи. Картина не является продолжением известного фантастического боевика «Терминатор». Более того, подобное название картины — «Terminator II» — является лишь прокатным названием фильма для итальянского рынка. Другим же названием фильма является «Shocking Dark» — «Шокирующая темнота».

## Сюжет
Будущее. Венеция подвергается химическому заражению. Специализированный отряд военных отправляется в подземелья и тоннели города с целью поиска всех возможных живых и спасения их от химической угрозы и возникших в результате неё мутировавших монстров.

## В ролях
- Кристофер Аренс — Самуэль Фуллер
- Хевн Тайлер — доктор Сара Драмбл
- Джеретта Джеретта — Костер
- Фаусто Ломбарди — лейтенант Францини
- Марк Стейнборн — капитан Далтон Бонд
- Доминика Коулсон — Саманта Рафельсон
- Массимо Ванни — первый солдат (в титрах Алекс МакБрайд)